# Jan Chapelle (atleet)
Jan Chapelle (Antwerpen, 23 februari 1911 - Edegem, 9 april 1984) was een Belgische atleet, die gespecialiseerd was in de lange afstand en het veldlopen. Hij veroverde op vier verschillende onderdelen zeven Belgische titels.

## Biografie
Chapelle werd in 1930 Belgisch kampioen veldlopen bij de junioren. In 1937 won hij op de Belgische kampioenschappen zowel de 5000 m, de 10.000 m als de 3000 m steeple. Op de 10.000 m verbeterde hij het Belgisch record van Pierre Bajart.
Zowel in 1938 in Belfast als in 1947 in Parijs werd Chapelle tweede in de Landencross. In 1948 werd hij hierin negende en droeg hij bij tot de eerste Belgische overwinning in het landenklassement. Tussen 1939 en 1946 veroverde hij vier Belgische titels veldlopen.
Clubs
Chapelle was aangesloten bij Beerschot AC en Metropole AC.

## Kampioenschappen

### Internationale kampioenschappen
| Onderdeel                | Titel              | Jaar |
| ------------------------ | ------------------ | ---- |
| 10 Eng. mijl             | Brits AAA-kampioen | 1939 |
| 2 Eng. mijl steeplechase | Brits AAA-kampioen | 1939 |

### Belgische kampioenschappen
| Onderdeel           | Jaar                   |
| ------------------- | ---------------------- |
| 5000 m              | 1937                   |
| 10.000 m            | 1937                   |
| 3000 m steeplechase | 1937                   |
| veldlopen           | 1939, 1940, 1945, 1946 |

## Persoonlijk record
| Onderdeel | Prestatie | Datum           | Plaats  |
| --------- | --------- | --------------- | ------- |
| 10.000 m  | 31.34,2 s | 1 augustus 1937 | Brussel |

## Palmares

### 5000 m
- 1937:  BK AC – 15.17,8

### 10.000 m
- 1937:  BK AC - 31.34,2

### 10 Eng. mijl
- 1939:  Brits kampioen – 51.56,0

### 3000 m steeple
- 1932:  BK AC
- 1933:  BK AC
- 1935:  BK AC
- 1937:  BK AC - 9.32,4
- 1938:  BK AC - 9.33,4
- 1942:  BK AC - 10.04,8

### 2 Eng. mijl steeplechase
- 1939:  Brits kampioen – 10.22,4

### veldlopen
- 1938:  Landencross in Belfast
- 1939:  BK AC
- 1940:  BK AC
- 1941:  BK AC
- 1943:  BK AC
- 1944:  BK AC
- 1945:  BK AC
- 1946:  BK AC
- 1947:  Landencross in Parijs
- 1948:  landenklassement Landencross in Reading